# 安岡雄吉

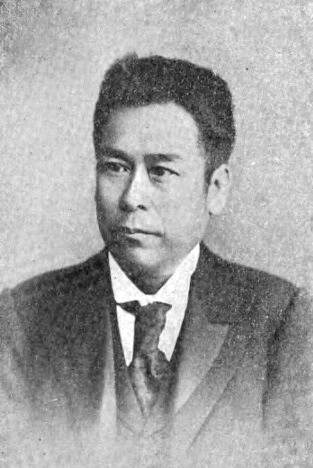
安岡雄吉

安岡 雄吉（やすおか ゆうきち、1854年4月21日（嘉永7年3月24日）- 1920年（大正9年）11月1日）は、明治期の官僚、政治家。勲四等旭日章。大東亜戦争の際、終戦詔勅の起草文を刪修した陽明学者安岡正篤の祖父にあたる。

## 経歴
土佐国幡多郡中村（高知県中村市、現四万十市）出身。安岡良亮の長男として生まれる。上京して大学南校、慶應義塾に学ぶ。
1878年（明治11年）、内務省に入る、元老院御用掛を経て後藤象二郎の大同団結運動に参加。1892年（明治25年）、第2回衆議院議員総選挙に吏党系から出馬し、自由党の片岡健吉・林有造を破るが、松方内閣が行った選挙干渉が問題となり、訴訟の結果当選無効となってしまった。1897年（明治30年）から1899年（明治32年）まで欧州各国を視察。1904年（明治37年）、衆議院議員に当選し、一期務めた。

## 家族
- 父：安岡良亮
- 弟：安岡秀夫
  - 娘婿：安岡盛治
  - 娘：安岡光恵（盛治妻）
    - 孫婿：安岡正篤（婿養子、実父堀田喜一）
    - 孫：安岡婦美（正篤妻）